# Exciter (musikalbum)
Exciter är Depeche Modes tionde studioalbum, släppt den 15 maj 2001. Albumet producerades av Mark Bell, och alla låtar är skrivna av Martin L. Gore. Gore fick skrivkramp under Exciters tillkomst, vilket ledde till att han för första gången använde sig av låtskrivarpartners i Paul Freeguard och Gareth Jones. Exciters ljudbild lånar mycket från minimal techno. 

## Låtförteckning
1. "Dream On" (4:19)
2. "Shine" (5:32)
3. "The Sweetest Condition" (3:42)
4. "When the Body Speaks" (6:01)
5. "The Dead of Night" (4:50)
6. "Lovetheme" (2:02) (Instrumental)
7. "Freelove" (6:10)
8. "Comatose" (3:24)
9. "I Feel Loved" (4:20)
10. "Breathe" (5:17)
11. "Easy Tiger" (2:05) (Instrumental)
12. "I Am You" (5:10)
13. "Goodnight Lovers" (3:48)

## Singlar
1. "Dream On" (23 april 2001)
2. "I Feel Loved" (30 juli 2001)
3. "Freelove" (11 november 2001) (remixad av Flood)
4. "Goodnight Lovers" (11 februari 2002)

## Medverkande
- David Gahan - sång
- Andrew Fletcher - keyboard
- Martin L. Gore - gitarr, keyboard, stämsång; sång: "Comatose" och "Breathe"

- Knox Chandler, cello: "When The Body Speaks"
- Todd C. Reynolds, Joyce Hammann, Natalie Cenovia Cummins, Ralph H. Harris, Leo Grinhauz, stråkar: "When the Body Speaks"
- Airto Moreira, trummor: "Freelove" och "I Feel Loved"
- Christian Eigner, trummor: "I Am You"